# Pomatocalpa floresanum
Pomatocalpa floresanum är en orkidéart som beskrevs av Johannes Jacobus Smith. Pomatocalpa floresanum ingår i släktet Pomatocalpa och familjen orkidéer. Inga underarter finns listade i Catalogue of Life.